# 奇蹟 (電影)
《奇迹》是1989年上映的一部香港喜剧动作片，由成龙自编自导自演。该片得到了包括梅艳芳、午马等众多香港知名影星的加盟，被认为是成龙执导的最好的一部作品之一。本片榮获1990年香港电影金像奖最佳动作设计。

## 剧情
郭振华（成龙饰）从中國大陸來到香港謀生，却被骗走了钱。后来买了一位卖玫瑰花的老太太高夫人（归亚蕾饰）的玫瑰花而交到好运。更偶然地成为了黑帮的老大，由黑帮师爷海叔（午马饰）辅佐。黑帮下属一家餐厅，前股东杨老板欠了餐厅很多钱，其女儿杨露明（梅艳芳饰）答应做事来赔偿餐厅的损失。被海叔包装成歌星，餐厅也改为“丽池夜总会”。
郭振华率领的黑帮与段一虎（柯俊雄饰）率领的另一黑帮利益冲突渐大，警方探长何国梁（吴耀汉饰）提出与郭振华联手，铲除黑帮。
由于高夫人的玫瑰花屡次为郭振华带来好运，郭振华逢事必买。有次却找不到高夫人，四处探寻得知高夫人卧病在床。经询问，得知高夫人有一女儿高贝儿（叶蕴仪饰）在广州求学，高夫人为免女儿为费用担心，谎称自己与一位富商结婚，家境殷实。此次女儿携男友顾东元（倪震饰）以及顾东元父亲——广东十大首富之一——顾新全（田丰饰）回家探望。顾家亦有意就双方的婚事进行磋商。眼看谎言被揭穿在即，女儿的幸福有可能付诸流水，高夫人病倒了。杨露明颇为感动，与郭振华决定帮助高夫人。
杨露明为高夫人在高级酒店订了一间豪华套房，找了个职业骗子董大千（董骠饰）冒充高夫人的富商丈夫。一切准备妥当，一行人来到码头接船，不料来接船的并不仅仅只有他们，何国梁带着手下来接顾新全。最终海叔想办法打发走了何国梁，独自接到了顾新全。然而顾新全来香港，报社早已知悉，派记者相候，无奈，郭振华派人将记者绑架。
顾新全一行顺利入住酒店，与高夫人等相谈甚欢。但顾新全在香港的商人朋友前来拜访，无奈，郭振华又派人将商人绑架。同时，顾新全又要找何国梁，杨露明冒充接线员告诉顾新全说何国梁去外国出差了。不料何国梁了解到顾新全所住酒店，自行找来，无奈，只得由董大千冒充顾新全来应付何国梁。一时间，各种麻烦弄得郭振华等焦头烂额。
段一虎派人来请郭振华去吃早茶，结果来人托大，被郭振华等拿下，关了起来。郭振华手下李志飞（罗烈饰）不服郭振华做老大，暗中告诉段一虎说郭振华把他派去的人给杀了，想借段一虎之手来解决郭振华。
同时，董大千以股票为幌子，骗取了何国梁大量钱财。顾新全与高夫人订下了儿女的婚事，并准备回广州结婚，但却想请香港各界名流来举行订婚典礼。无奈，郭振华召集很多黑道混混及其情妇们，扮演名流企图蒙混过关。假名流们在丽池排练的时候，被何国梁的手下发现，何国梁包围丽池准备一网打尽。
郭振华逃出丽池准备去找何国梁让他撤消包围，途中遇到段一虎派人追杀，失手被擒。段一虎准备杀郭振华为手下偿命，被传被杀的手下突然回来，李志飞的骗局穿帮，李志飞与郭振华翻脸对打，最终郭振华获胜。
郭振华来到警署请求撤消包围被拒绝。恰逢何国梁的上司来质问记者和商人失踪案的进展，郭振华主动承认是自己绑架的，在司法界高层的审讯中将整件事情和盘托出。
与此同时，杨露明被迫解散假名流的排练。一切失败，高夫人准备向顾新全等人坦白。恰在此时，郭振华带领司法界高层来到酒店，这些真名流真诚地为高夫人献上祝福，订婚典礼圆满成功。

## 演员
| 演员   | 角色   | 粵語配音 | 备注                                                           |
| 成龙   | 郭振华 | 鄧榮銾   | 黑道老大，但從不做傷天害理的事 與楊露明互生情愫，後為其男友    |
| 梅艳芳 | 杨露明 | 龍寶鈿   | 歌女 丽池的前任老板之女 與郭振華互生情愫，後為其女友           |
| 董骠   | 董大千 | 董骠     | 用假公司騙錢，後做高夫人先生                                   |
| 归亚蕾 | 高夫人 | 曾慶珏   | 卖玫瑰花的妇人 高貝兒之母 顧東元之岳母                         |
| 叶蕴仪 | 高贝儿 | 沈小蘭   | 高夫人之女 顧東元之妻                                          |
| 田丰   | 顾新全 | 文德耀   | 上海富商 顧東元之父 高貝兒之公公                               |
| 倪震   | 顾东元 | 譚漢華   | 顧新全之子 高貝兒之夫                                          |
| 午马   | 張海   | 盧雄     | 郭振华所在的黑帮老大的军师                                     |
| 楼南光 | 阿唐   | 陳永信   | 黑帮老大的贴身下属，后为郭振华的司机。                         |
| 柯俊雄 | 段一虎 |          | 香港黑帮老大，和郭振华所在帮派是敌对。                         |
| 吴耀汉 | 何国梁 | 吳耀漢   | 香港区总探长。                                                 |
| 呂方   |        | 林保全   | 何国梁手下，香港皇家警察。                                     |
| 任達華 |        |          | 何国梁手下，香港皇家警察。                                     |
| 火星   |        | 張炳強   | 何国梁手下，香港皇家警察。                                     |
| 钱升玮 |        |          | 何国梁手下，香港皇家警察。                                     |
| 罗烈   | 李志飞 | 朱子聰   | 飞哥，郭振华所在的黑帮老大的得力助手，图谋篡位，和段一虎勾结。 |
| 方刚   | 白金荣 | 馮永和   | 白老大，黑帮老大，因胃病逝世，无意间传位给了郭振华。           |
| 周文健 | 大隻東 |          | 郭振华手下                                                     |
| 陳狄克 |        |          | 郭振华手下                                                     |
| 李海生 |        |          | 郭振华手下                                                     |
| 冯克安 |        |          | 段一虎手下                                                     |
| 李健生 |        |          | 段一虎手下                                                     |
| 盧惠光 |        |          | 段一虎手下                                                     |
| 周比利 | 三哥   | 賈鳳梧   | 李志飞的手下。                                                 |
| 黃樹棠 |        |          | 李志飛手下                                                     |
| 倪匡   |        |          | 顾新全友人                                                     |
| 黃霑   |        | 朱子聰   | 顾新全友人                                                     |
| 太保   |        | 譚漢華   | 扮演港督的黑社會人士。                                         |
| 元彪   |        | 朱子聰   | 乞丐                                                           |
| 许冠英 | 雞泡魚 | 張炳強   | 高夫人友人，在邮政署工作。                                     |
| 张学友 |        | 林保全   | 假公司地址住客                                                 |
| 吕良伟 | 吕公子 | (N/A)    | 美国华裔富二代，追求杨露明，被郭振华的下属阿唐用枪支赶走。     |
| 王偉   |        | 賈鳳梧   | 酒会客人                                                       |
| 黃錦燊 |        | 朱子聰   | 酒会客人                                                       |
| 楚原   |        |          | 酒会客人                                                       |
| 叶子楣 |        |          | 酒会客人                                                       |
| 关秀媚 |        |          | 酒会客人                                                       |
| 曾近荣 |        |          | 服装师                                                         |
| 陳惠瑜 |        |          | 髮型師                                                         |
| 岑建勳 |        | 朱子聰   | 记者                                                           |
| 郑丹瑞 |        | 林保全   | 记者                                                           |
| 陈友   |        | 陳欣     | 记者                                                           |
| 钟镇涛 |        | 朱子聰   | 记者                                                           |
| 梁葆貞 | 順嫂   | 盧素娟   | 高夫人友人                                                     |
| 田青   | 老周   |          | 高夫人友人，後做高夫人管家                                     |
| 胡楓   |        |          | 酒店職員                                                       |
| 黃新   |        |          | 酒店職員                                                       |
| 梁思浩 |        |          | 酒店職員                                                       |
| 戴志偉 |        |          | 段一虎手下                                                     |
| 車保羅 |        |          | 黑社會人士                                                     |
| 秦煌   |        |          | 高夫人友人                                                     |
| 林敏驄 |        |          | 麗池主持                                                       |

## 票房
电影共计获得港币$34,036,029。

## 奖项
| 頒獎典禮            | 獎項         | 名字   | 結果 |
| ------------------- | ------------ | ------ | ---- |
| 第9屆香港电影金像奖 | 最佳男主角   | 成龍   | 提名 |
| 第9屆香港电影金像奖 | 最佳剪接     | 張耀宗 | 提名 |
| 第9屆香港电影金像奖 | 最佳美術指導 | 馬磐超 | 提名 |
| 第9屆香港电影金像奖 | 最佳动作指導 | 成家班 | 獲獎 |
| 第26屆金馬奖        | 最佳男主角   | 成龍   | 提名 |
| 第26屆金馬奖        | 最佳攝影     | 黃岳泰 | 提名 |
| 第26屆金馬奖        | 最佳剪輯     | 張耀宗 | 提名 |
| 第26屆金馬奖        | 最佳美術設計 | 馬磐超 | 提名 |
| 第26屆金馬奖        | 最佳服裝設計 | 馬磐超 | 提名 |